# Josef Fleischlinger
Josef Fleischlinger, né le 12 décembre 1911, à Brünn, en margraviat de Moravie et mort le 4 avril 2013, à Brno, en République tchèque, est un joueur, entraîneur et arbitre tchécoslovaque de basket-ball et arbitre de hockey sur glace.

## Palmarès
- Finaliste du championnat d'Europe 1947, 1955